# Имерзиони синдром
Имерзиони синдром или реакција на хладни шок спада у групу тешко објашњиви случајеви утопљења искусних пливача и напрасне смрти након скока у хладну воду. Настаје као реакција на хладни шок, односно на серију неурогених кардио-респираторних одговора изазваних изненадним урањањем у хладну воду, која проводи топлоту око 25 пута боље од ваздуха. Дакле, када се хладна вода креће по човековој кожи, она губи топлоту брже у поређењу са ваздухом једноставно због његових другојачијих физичких својстава.
Код урањања у хладну воду, као што је пропадање кроз танак лед, реакција на хладни шок је можда најчешћи узрок смрти. Такође, нагли контакт са веома хладном водом може изазвати нехотично удисање течности, што, ако је глава жртва под водом, може довести до фаталног утапања због утопљења.
Једна од првих ствари које искусимо када се уронимо у хладну воду је нешто што се зове „ одговор на хладни шок “. Ово се карактерише неконтролисаним дахтањем ваздуха, праћено продуженим периодом хипервентилације – брже дисање. У ствари, овај одговор је један од највероватнијих узрока смрти у већини наглих урањања у хладну воду, као што је када неко испадне из чамца у ледену воду. Није тешко уочити да ако је тајминг тог „удаха“ мало погрешан, жртви су  довољна један или два снажна удаха док је  под водом  да би  се удавила.

## Етиопатогенеза
За имерзиони синдром раније се сматрало да је посебно стање код тимиколимфатичке конститиције, изазвано шоком услед дејства хладноће на тело и застоја срчане функције због навале крви у спланхичну регију.
Због свог значаја ова стања, издвајају се као посебан ентитет који се означава као имерзиони синдром, или рефлекторна смрт, код које се на обдукцији не налази карактеристичан налаз за класично утопљење:  
- спумозни емфизем,
- пенаст садржај у дисајним путевима,
- утопљеничка пена у виду печурке на спољашњим дисајним отворима,
- знаци гутања имерзионе течности,
- присутво дијатомеја у паренхимним органима.

Смртни случајеви код имерзионог синдрома  (познати и као „бледи утопљеници“) објашњавају се потпуно другачијим механизмима умирања. Као могућа објашњења за патофизиолошке механизме, који доводе до напрасних смрти пливача у води, поред неких морбозних стања (нпр перакутни инфаркт миокарда), могу се навести вегетативно регулаторни и механички процеси.
Вегетативно регулаторни патофизиолошки процеси засновани су на инхибиторним и стимулативним механизмима унутар вегетативног нервног система. Главни пут који доводи до инхибиције парасимпатичког нервног система је утицај повишеног артеријског крвног притиска који настаје као последица вазоконстрикције, стимулације барорецептора у луку аорте и каротидном синусу са поремећајем функције кардиоваскуларног система. Поред тога, постоји утицај ћелија преганглијских неурона које делују кардиоинхибиторно. Комбинованим дејством ефеката стимулације парасимпатичког и инхибиције симпатичког система долази до брадикардије и слабљења контракције срчаног мишића, снижења периферног отпора у крвним судовима и последичног пада крвног притиска.
Поред наведених постоје и други механизми као што је стимулација назо-кардио-пулмоналног рефлекса и неких локалних рефлекса (носа, ждрела, гркљана – по Патзелту „болус хладне воде“), могу, посредством одговарајућих еферентних влакана, довести до брадикардије, губитка свести или тренутног срчаног застоја. 
Механички патофизиолошки процеси који доводе до имерзионог синдрома углавном се односе на патолошке промене, које својим присуством могу да изврше компресију на структуре централног нервног система и доведу до застој у отицању цереброспиналне течности. Наиме, у току развоја коштаног ткива лобањских костију може доћи до генетских поремећаја (егзостозе, хетеротопичне осификације, варијације коштаних структура, укључујући и сужења коштаних отвора), који, под одређеним предусловима (банална траума, претерана изложеност сунчевим зрацима), могу код купача довести до поремећаја интракранијалне хомеостазе са смртним исходом.
| Фаза                                | Време                                        | Физиолошке промене                                           |
| ----------------------------------- | -------------------------------------------- | ------------------------------------------------------------ |
| Почетни (хладни шок)                | Након 2 – 3 min.                             | Хлађење коже, хипервентилација, тахикардија, рефлекс дахтања |
| Краткотрајно                        | Након 3 min.                                 | Површно неуромишићно хлађење                                 |
| Дуготрајно                          | Након 30 min.                                | Хипотермија, потом колапс                                    |
| Колапс после спасавања (после пада) | Непосредно пре, за време или после спасавања | Срчана аритмија, хемостаза, несвестица                       |

## Обдукциони налаз
Смрт која се јавља код имерзионог синдрома је сложена за вештачење јер постоји неколико могућих узрока и феномена који могу учествовати. Хладна вода може да изазове срчани удар због тешке вазоконстрикције, јер срце мора да ради јаче да би пумпло исту количину крви кроз артерије. За особе са већ постојећим кардиоваскуларним обољењима, додатно оптерећење може довести до инфаркта миокарда и/или акутне срчане инсуфицијенције, што на крају може довести до срчаног застоја. 
Вагални одговор на екстремни стимулус као што је овај може, у веома ретким случајевима, сам по себи довести до срчаног застоја. Хипотермија и екстремни стрес могу изазвати фаталне тахиаритмије. Модернији поглед сугерише да  сукоб  два система - симпатичког (због стреса) и парасимпатичка (због рефлекса роњења)  може бити одговоран за неке смрти у роњењем у хладну воду. Рефлекс дахтања и неконтролисана тахипнеја могу озбиљно да повећају ризик од удисања воде и утапања.
Карактеристика налаза у смртним случајевима код имерзионог синдрома је недостатак течности у плућима, што се дешава на дубинама мањим од 3 метра. На већим дубинама, дужим боравком леша у води, под притиском који влада изнад тела жртве, вода продире у дисајне путеве дајући слику „хидростатских плћа“, али без елемената пенастог емфизема.